# Vistabella (la Secuita)
Vistabella (o Vistabella del Camp) és un poble de 149 habitants (INE 2009) situat al NE del municipi de la Secuita, a la comarca del Tarragonès. El nucli antic de la població està protegit com a bé cultural d'interès local.

## Nucli antic
El nucli antic de Vistabella està format per tres carrers paral·lels: el de Verdaguer i de la Germanor (abans un de sol anomenat de la Bassa), el de Sant Bartomeu i el Major, amb una font al sector nord i la plaça de l'Església modernista de Josep Maria Jujol al sud, que s'anomena Sagrat Cor de Jesús de Vistabella. Aquest nucli és rectangular i compacte amb carrers estrets. En cada extrem d'aquest nucli hi ha un eixamplament. Al sud hi ha dos carrers paral·lels que forma una urbanització al llarg d'un camí pròpia de finals del segle xix. A l'oest hi ha un altre eixamplament al llarg del camí que va de la Secuita a les Gunyoles, ara dit carrer Nou, que es va fer a finals del segle xx.

## Història

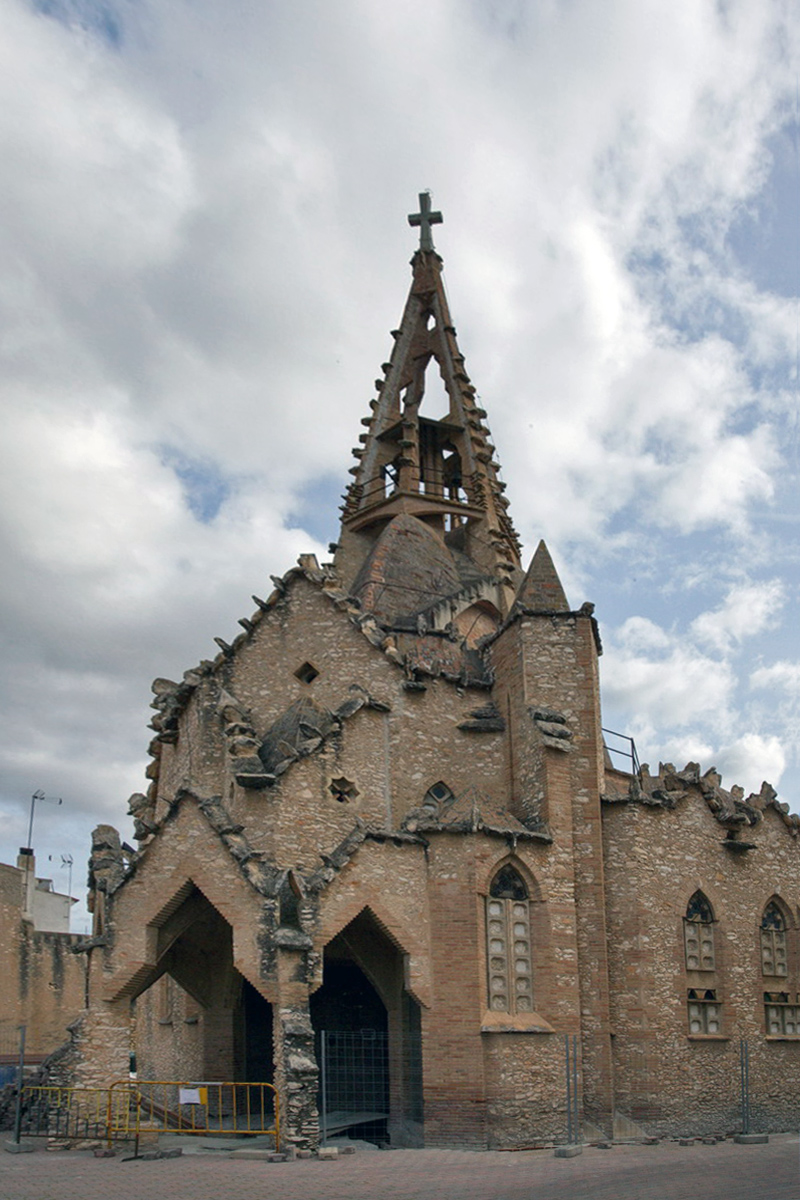
Església del Sagrat Cor de Jesús de Vistabella

Vistabella formava part, inicialment, de les terres que l'arquebisbe Oleguer confià a Robert Bordet, el qual les confià a Guillem de Claramunt perquè les repoblés. A finals del segle xiii, monestir de Santes Creus tenia certs drets sobre la quadra de Vistabella però els compartia amb l'arquebisbe de Tarragona. Eclesiàsticament, Vistabella sempre va dependre de l'església del Codony, fins que l'any 1917 es va construir l'actual temple parroquial. Políticament sempre va estar lligada a la Secuita.

## Societat
Vistabella celebra la festa major d'estiu el dia de Sant Bartomeu (24 d'agost) i, anys enrere, celebrava també la d'hivern el dia 6 de gener, festivitat de Reis. Cada any per la festa major se celebra el Campionat de tennis taula al Casal Jujol que atreu a molts participants d'altres pobles propers que competeixen per obtindre el desitjat trofeu que els portarà al camí de la gloria. Els seus habitants s'anomenen vistabellencs.